# Ichneumon dolosus
Ichneumon dolosus là một loài tò vò trong họ Ichneumonidae.